# Edward Leemans
 (août 2022).
Si vous disposez d'ouvrages ou d'articles de référence ou si vous connaissez des sites web de qualité traitant du thème abordé ici, merci de compléter l'article en donnant les références utiles à sa vérifiabilité et en les liant à la section « Notes et références ».
Pour les articles homonymes, voir Leemans.
Edward "Ward" Leemans, né le 26 avril 1926 à Hoboken (Belgique) et mort le 2 août 1998, est un homme politique belge. Il a notamment été président du Sénat de Belgique du 5 mars 1980 au 8 novembre 1987.

## Biographie
Edward Leemans venait d'une famille ouvrière de Hoboken. Il a étudié à la Katholieke Universiteit Leuven au milieu des années 1950 et est devenu chercheur à la faculté de sociologie de l'université Radboud de Nimègue, où il a fondé l'ITS Nijmegen, l'Institut des sciences sociales appliquées, en 1965. Il était à la base du groupe de recherche néerlandophone en sociologie au K.U. Louvain. Il a également été cofondateur de HIVA. Plus tard, il a joué un rôle dans la "division du domaine" dans la division linguistique de l'université.
D'inspiration sociale et chrétienne, il a également rejoint le CVP en politique. Au cours de la période juillet 1973-octobre 1980, en raison du double mandat qui existait à l'époque, il était également membre du Conseil de la culture de la Communauté culturelle néerlandaise, qui a été installé le 7 décembre 1971. Début 1975 (janvier-février), il préside brièvement le groupe PSC. Du 21 octobre 1980 jusqu'en novembre 1981, il a également été brièvement membre du Conseil flamand, successeur du Conseil de la culture et précurseur de l'actuel Parlement flamand. Du 5 mars 1980 au 8 novembre 1987, il a été président du Sénat. En 1983, Edward Leemans a été nommé ministre d'État.